# Pinus cembroides
Pinus cembroides là một loài thực vật hạt trần trong họ Thông. Loài này được Zucc. miêu tả khoa học đầu tiên năm 1832.